# Porto do Mangue
Porto do Mangue är en kommun i Brasilien.   Den ligger i delstaten Rio Grande do Norte, i den östra delen av landet, 1 700 km nordost om huvudstaden Brasília. Antalet invånare är 5 217.
Omgivningarna runt Porto do Mangue är huvudsakligen savann. Runt Porto do Mangue är det ganska glesbefolkat, med 25 invånare per kvadratkilometer.